# Deserta Grande
Deserta Grande (groot woestijneiland) is een eiland van Portugal, in de eilandengroep de Ilhas Desertas, en is daarvan het grootste eiland.
Het eiland is lang, hoog en rotsachtig, meet 13,5 km bij 2,4 km en is het enige eiland van de Ilhas Desertas met schaars water. Hierdoor werden er op het eiland enkele kolonisatiepogingen gedaan, die mislukten door het ontbreken van de mogelijkheid om landbouw te kunnen bedrijven.
De enige menselijke aanwezigheid bestaat tegenwoordig uit geologen, mensen die met een boot aanleggen, wachters van het natuurreservaat, en het onderzoekscentrum.
Op de stranden van het eiland zit een kleine kolonie monniksrobben, waarvan de populatie in aantal van 1998 met 8 tot 20 is toegenomen. Het eiland is samen met de andere Ilhas Desertas een natuurreservaat, voor de bescherming van hen. De rest van de dieren op het eiland zijn tarantula's, reptielen, verscheidene vogelsoorten, en knaagdieren, geiten en konijnen die door Portugese mariniers zijn meegenomen.

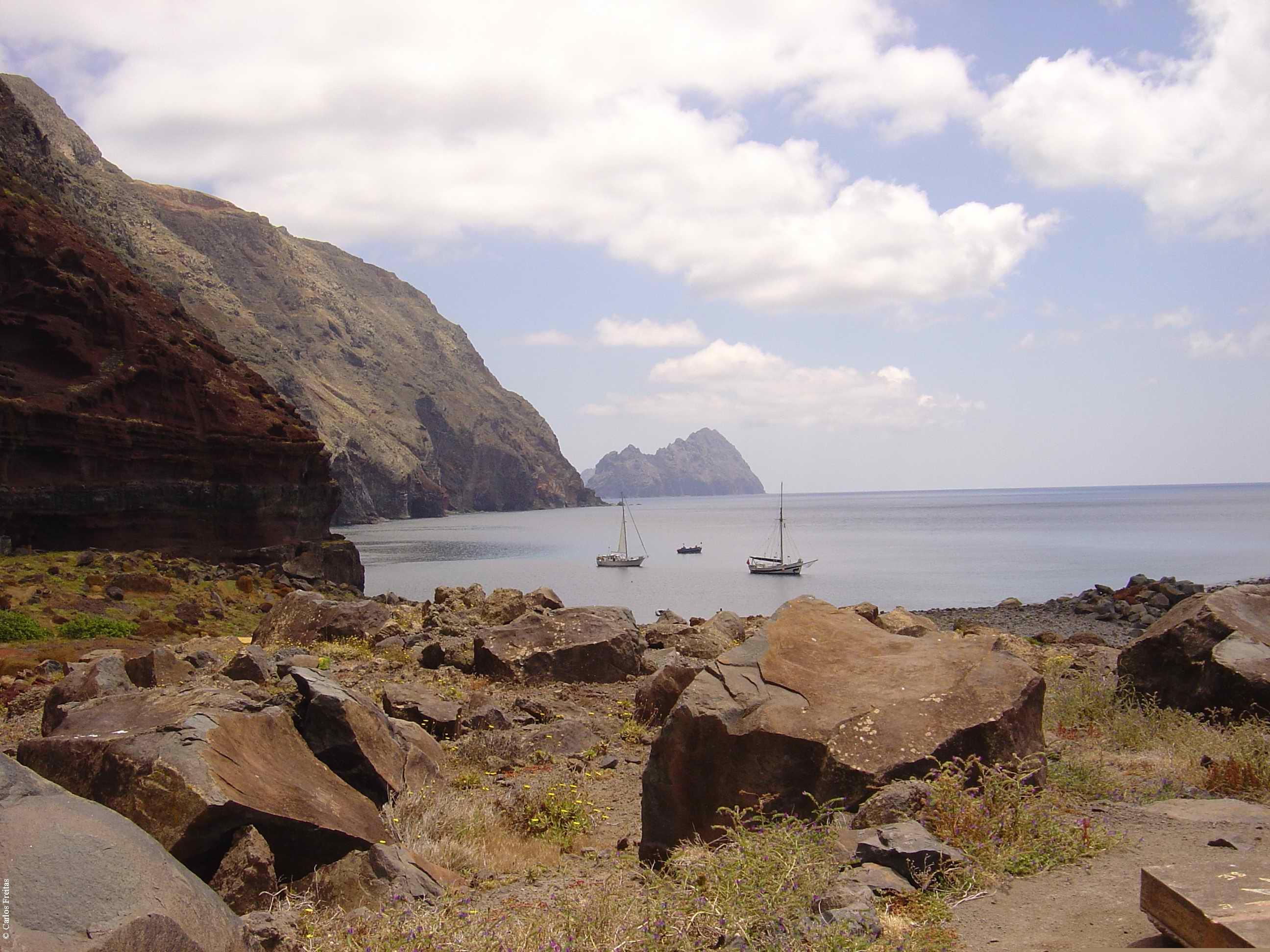
Deserta Grande
Locatie van Deserta Grande